# Új-Zéland a 2020. évi nyári olimpiai játékokon
Új-Zéland a japán Tokióban megrendezett 2020. évi nyári olimpiai játékok egyik részt vevő nemzete volt. Az országot az olimpián 21 sportágban 219 sportoló képviselte, akik összesen 20 érmet szereztek.

## Érmesek
| Érem  | Versenyző | Sportág      | Versenyszám                  |
| ----- | --- | ------------ | ---------------------------- |
| Arany | Tom Mackintosh Hamish Bond Tom Murray Michael Brake Dan Williamson Phillip Wilson Shaun Kirkham Matt Macdonald Sam Bosworth                                                                                      | Evezés       | Férfi nyolcas                |
| Arany | Emma Twigg | Evezés       | Női egypárevezős             |
| Arany | Grace Prendergast Kerri Gowler | Evezés       | Női kormányos nélküli kettes |
| Arany | Lisa Carrington | Kajak-kenu   | Női kajak egyes 200 méter    |
| Arany | Lisa Carrington | Kajak-kenu   | Női kajak egyes 500 méter    |
| Arany | Lisa Carrington Caitlin Regal | Kajak-kenu   | Női kajak kettes 500 méter   |
| Arany | Nemzeti válogatott Michaela Blyde Kelly Brazier Gayle Broughton Theresa Fitzpatrick Stacey Fluhler Sarah Hirini Shiray Kaka Tyla Nathan-Wong Risi Pouri-Lane Alena Saili Ruby Tui Tenika Willison Portia Woodman | Rögbi        | Női                          |
| Ezüst | Ella Greenslade Emma Dyke Lucy Spoors Kelsey Bevan Grace Prendergast Kerri Gowler Beth Ross Jackie Gowler Caleb Shepherd                                                                                         | Evezés       | Női nyolcas                  |
| Ezüst | Brooke Donoghue Hannah Osborne | Evezés       | Női kétpárevezős             |
| Ezüst | Campbell Stewart | Kerékpározás | Férfi omnium                 |
| Ezüst | Ellesse Andrews | Kerékpározás | Női keirin                   |
| Ezüst | Nemzeti válogatott Kurt Baker Dylan Collier Scott Curry Andrew Knewstubb Ngarohi McGarvey-Black Tim Mikkelson Sione Molia Etene Nanai-Seturo Tone Ng Shiu Amanaki Nicole William Warbrick Regan Ware Joe Webber  | Rögbi        | Férfi                        |
| Ezüst | Peter Burling Blair Tuke | Vitorlázás   | Férfi könnyű 49-es dingi     |
| Bronz | Tomas Walsh | Atlétika     | Férfi súlylökés              |
| Bronz | Valerie Adams | Atlétika     | Női súlylökés                |
| Bronz | Lydia Ko | Golf         | Női                          |
| Bronz | David Nyika | Ökölvívás    | Férfi nehézsúly              |
| Bronz | Marcus Daniell Michael Venus | Tenisz       | Férfi páros                  |
| Bronz | Dylan Schmidt | Torna        | Férfi trambulin              |
| Bronz | Hayden Wilde | Triatlon     | Férfi                        |

## Atlétika
Férfi
| Versenyző      | Versenyszám     | Előfutam | Előfutam | Előfutam | Elődöntő | Elődöntő | Elődöntő | Döntő   | Döntő    |
| Versenyző      | Versenyszám     | Idő      | Hely.    | Össz.    | Idő      | Hely.    | Össz.    | Idő     | Helyezés |
| -------------- | --------------- | -------- | -------- | -------- | -------- | -------- | -------- | ------- | -------- |
| Sam Tanner     | 1500 m          | 3:43,22  | 9.       | 35.      | kiesett  | kiesett  | kiesett  | kiesett | kiesett  |
| Nick Willis    | 1500 m          | 3:36,88  | 7.       | 14.      | 3:35,41  | 9.       | 19.      | kiesett | kiesett  |
| Malcolm Hicks  | Maraton         |          |          |          |          |          |          | 2:23:12 | 63.      |
| Zane Robertson | Maraton         |          |          |          |          |          |          | 2:17:04 | 35.      |
| Quentin Rew    | 50 km gyaloglás |          |          |          |          |          |          | 3:57:33 | 16.      |

| Versenyző   | Versenyszám | Selejtező | Selejtező | Döntő    | Döntő    |
| Versenyző   | Versenyszám | Eredmény  | Helyezés  | Eredmény | Helyezés |
| ----------- | ----------- | --------- | --------- | -------- | -------- |
| Hamish Kerr | Magasugrás  | 228 cm    | 4.*       | 230 cm   | 10.      |
| Jacko Gill  | Súlylökés   | 20,96 m   | 9.        | 20,71 m  | 9.       |
| Tomas Walsh | Súlylökés   | 21,49 m   | 2.        | 22,47 m  |          |

Női
| Versenyző       | Versenyszám | Előfutam | Előfutam | Előfutam | Döntő    | Döntő    |
| Versenyző       | Versenyszám | Idő      | Hely.    | Össz.    | Idő      | Helyezés |
| --------------- | ----------- | -------- | -------- | -------- | -------- | -------- |
| Camille Buscomb | 5000 m      | 15:24,39 | 14.      | 29.      | kiesett  | kiesett  |
| Camille Buscomb | 10 000 m    |          |          |          | 32:10,49 | 19.      |

| Versenyző          | Versenyszám   | Selejtező | Selejtező | Döntő    | Döntő    |
| Versenyző          | Versenyszám   | Eredmény  | Helyezés  | Eredmény | Helyezés |
| ------------------ | ------------- | --------- | --------- | -------- | -------- |
| Valerie Adams      | Súlylökés     | 18,83 m   | 6.        | 19,62 m  |          |
| Madison-Lee Wesche | Súlylökés     | 18,65 m   | 11.       | 18,98 m  | 6.       |
| Lauren Bruce       | Kalapácsvetés | 67,71 m   | 23.       | kiesett  | kiesett  |
| Julia Ratcliffe    | Kalapácsvetés | 73,20 m   | 6.        | 72,69 m  | 9.       |

* - három másik versenyzővel azonos eredményt ért el

## Evezés
Férfi
| Versenyző | Versenyszám              | Előfutam | Előfutam | Vigaszág | Vigaszág | Negyeddöntő | Negyeddöntő | Elődöntő | Elődöntő | Elődöntő | Döntő | Döntő   | Döntő | Helyezés |
| Versenyző | Versenyszám              | Idő      | Hely.    | Idő      | Hely.    | Idő         | Hely.       | Típus    | Idő      | Hely.    | Típus | Idő     | Hely. | Helyezés |
| --- | ------------------------ | -------- | -------- | -------- | -------- | ----------- | ----------- | -------- | -------- | -------- | ----- | ------- | ----- | -------- |
| Jordan Parry | Egypárevezős             | 7:04,45  | 2.       |          |          | 7:18,48     | 4.          | C/D      | 6:57,70  | 1.       | C     | 6:55,55 | 1.    | 13.      |
| Jack Lopas Chris Harris | Kétpárevezős             | 6:12,05  | 3.       |          |          |             |             | A/B      | 6:26,08  | 4.       | B     | 6:15,51 | 2.    | 8.       |
| Brook Robertson Stephen Jones | Kormányos nélküli kettes | 6:56,53  | 3.       |          |          |             |             | A/B      | 6:41,46  | 6.       | B     | 6:38,30 | 6.    | 12.      |
| Tom Mackintosh Hamish Bond Tom Murray Michael Brake Dan Williamson Phillip Wilson Shaun Kirkham Matt Macdonald Sam Bosworth (kormányos) | Nyolcas                  | 5:32,11  | 2.       | 5:22,04  | 1.       |             |             |          |          |          | A     | 5:24,64 | 1.    |          |

Női
| Versenyző | Versenyszám              | Előfutam | Előfutam | Vigaszág | Vigaszág | Negyeddöntő | Negyeddöntő | Elődöntő | Elődöntő | Elődöntő | Döntő | Döntő   | Döntő | Helyezés |
| Versenyző | Versenyszám              | Idő      | Hely.    | Idő      | Hely.    | Idő         | Hely.       | Típus    | Idő      | Hely.    | Típus | Idő     | Hely. | Helyezés |
| --- | ------------------------ | -------- | -------- | -------- | -------- | ----------- | ----------- | -------- | -------- | -------- | ----- | ------- | ----- | -------- |
| Emma Twigg | Egypárevezős             | 7:35,22  | 1.       |          |          | 7:54,96     | 1.          | A/B      | 7:20,70  | 1.       | A     | 7:13,97 | 1.    |          |
| Brooke Donoghue Hannah Osborne | Kétpárevezős             | 6:53,62  | 1.       |          |          |             |             | A/B      | 7:09,05  | 2.       | A     | 6:44,82 | 2.    |          |
| Georgia Nugent-O'Leary Ruby Tew Eve MacFarlane Olivia Loe                                                                            | Négypárevezős            | 6:25,23  | 4.       | 6:39,91  | 3.       |             |             |          |          |          | B     | 6:29,00 | 2.    | 8.       |
| Grace Prendergast Kerri Gowler | Kormányos nélküli kettes | 7:19,08  | 1.       |          |          |             |             | A/B      | 6:47,41  | 1.       | A     | 6:50,19 | 1.    |          |
| Ella Greenslade Emma Dyke Lucy Spoors Kelsey Bevan Grace Prendergast Kerri Gowler Beth Ross Jackie Gowler Caleb Shepherd (kormányos) | Nyolcas                  | 6:07,65  | 1.       |          |          |             |             |          |          |          | A     | 6:00,04 | 2.    |          |

## Golf
| Versenyző | Versenyszám | 1. kör | 1. kör   | 2. kör | 2. kör   | 3. kör | 3. kör   | 4. kör | 4. kör   | Összesítés | Összesítés |
| Versenyző | Versenyszám | Pont   | Helyezés | Pont   | Helyezés | Pont   | Helyezés | Pont   | Helyezés | Pont       | Helyezés   |
| --------- | ----------- | ------ | -------- | ------ | -------- | ------ | -------- | ------ | -------- | ---------- | ---------- |
| Ryan Fox  | Férfi       | 70     | 31.      | 72     | 49.      | 73     | 55.      | 64     | 4.       | 279        | 42.        |
| Lydia Ko  | Női         | 70     | 16.      | 67     | 10.      | 66     | 2.       | 65     | 3.       | 268        |            |

| Versenyző | Versenyszám | Rájátszás a második helyért | Rájátszás a második helyért |
| Versenyző | Versenyszám | Pont                        | Helyezés                    |
| --------- | ----------- | --------------------------- | --------------------------- |
| Lydia Ko  | Női         | 5                           | 2.                          |

## Gyeplabda

### Férfi
| #               | Név                 |         |         |         |         |         |         |         |
| Kapusok         | Kapusok             | Kapusok | Kapusok | Kapusok | Kapusok | Kapusok | Kapusok | Kapusok |
| --------------- | ------------------- | ------- | ------- | ------- | ------- | ------- | ------- | ------- |
| 34              | Leon Hayward        |         |         |         |         |         |         |         |
| Mezőnyjátékosok |                     |         |         |         |         |         |         |         |
| 4               | Dane Lett           |         |         |         |         |         |         |         |
| 7               | Nicholas Ross       |         |         |         |         |         |         |         |
| 11              | Jacob Smith         |         |         |         |         |         |         |         |
| 12              | Sam Lane            |         |         |         |         |         |         |         |
| 14              | Jared Panchia       |         |         |         |         |         |         |         |
| 17              | Nicholas Woods      |         |         |         |         |         |         |         |
| 21              | Kane Russell        |         |         |         |         |         |         |         |
| 22              | Blair Tarrant (CSK) |         |         |         |         |         |         |         |
| 23              | Dylan Thomas        |         |         |         |         |         |         |         |
| 24              | Sean Findlay        |         |         |         |         |         |         |         |
| 25              | Shea McAleese       |         |         |         |         |         |         |         |
| 27              | Stephen Jenness     |         |         |         |         |         |         |         |
| 29              | Hugo Inglis         |         |         |         |         |         |         |         |
| 31              | Steve Edwards       |         |         |         |         |         |         |         |
| 32              | Nicholas Wilson     |         |         |         |         |         |         |         |
| Vezetőedző      |                     |         |         |         |         |         |         |         |
|                 | Darren Smith        |         |         |         |         |         |         |         |

Csoportkör
A csoport
| Hely. | Csapat              | M | Gy | D | V | G+ | G– | Gk  | P  | Továbbjutás |
| ----- | ------------------- | - | -- | - | - | -- | -- | --- | -- | ----------- |
| 1.    | Ausztrália (AUS)    | 5 | 4  | 1 | 0 | 22 | 9  | +13 | 13 | Negyeddöntő |
| 2.    | India (IND)         | 5 | 4  | 0 | 1 | 15 | 13 | +2  | 12 | Negyeddöntő |
| 3.    | Argentína (ARG)     | 5 | 2  | 1 | 2 | 10 | 11 | −1  | 7  | Negyeddöntő |
| 4.    | Spanyolország (ESP) | 5 | 1  | 2 | 2 | 9  | 10 | −1  | 5  | Negyeddöntő |
| 5.    | Új-Zéland (NZL)     | 5 | 1  | 1 | 3 | 11 | 16 | −5  | 4  |             |
| 6.    | Japán (JPN) (R)     | 5 | 0  | 1 | 4 | 10 | 18 | −8  | 1  |             |

| 2021. július 24. 10:00 (03:00) | Új-Zéland (NZL)          | 2–3         | India (IND)                             | Játékvezetők: Martin Madden (SCO) Coen van Bunge (NED) |
| 2021. július 24. 10:00 (03:00) | Russell 6' · Jenness 43' | Jegyzőkönyv | Rupinder Pal 10' · Harmanpreet 26', 33' | Játékvezetők: Martin Madden (SCO) Coen van Bunge (NED) |

| 2021. július 25. 20:45 (13:45) | Spanyolország (ESP)                    | 3–4         | Új-Zéland (NZL)                                     | Játékvezetők: Lim Hong Zhen (SGP) Adam Kearns (AUS) |
| 2021. július 25. 20:45 (13:45) | González 26' · Quemada 31' · Boltó 39' | Jegyzőkönyv | Jenness 14' · Tarrant 27' · Russell 48' · Smith 57' | Játékvezetők: Lim Hong Zhen (SGP) Adam Kearns (AUS) |

| 2021. július 27. 11:45 (04:45) | Japán (JPN)               | 2–2         | Új-Zéland (NZL)       | Játékvezetők: Ben Göntgen (GER) Germán Montes de Oca (ARG) |
| 2021. július 27. 11:45 (04:45) | Jamaszaki 3' · Tanaka 40' | Jegyzőkönyv | Wilson 11' · Lane 41' | Játékvezetők: Ben Göntgen (GER) Germán Montes de Oca (ARG) |

| 2021. július 28. 21:15 (14:15) | Ausztrália (AUS)                         | 4–2         | Új-Zéland (NZL)  | Játékvezetők: Francisco Vázquez (ESP) Marcin Grochal (POL) |
| 2021. július 28. 21:15 (14:15) | Brand 9', 50' · Govers 55' · Wickham 57' | Jegyzőkönyv | Russell 13', 58' | Játékvezetők: Francisco Vázquez (ESP) Marcin Grochal (POL) |

| 2021. július 30. 19:00 (12:00) | Argentína (ARG)                                    | 4–1         | Új-Zéland (NZL) | Játékvezetők: Martin Madden (GBR) Coen van Bunge (NED) |
| 2021. július 30. 19:00 (12:00) | Martínez 15+' · Vila 17' · Tolini 44' · Keenan 60' | Jegyzőkönyv | Russell 14'     | Játékvezetők: Martin Madden (GBR) Coen van Bunge (NED) |

| Csapat          | Helyezés |
| --------------- | -------- |
| Új-Zéland (NZL) | 9.       |

### Női
| #               | Név                    |         |         |         |         |         |         |         |
| Kapusok         | Kapusok                | Kapusok | Kapusok | Kapusok | Kapusok | Kapusok | Kapusok | Kapusok |
| --------------- | ---------------------- | ------- | ------- | ------- | ------- | ------- | ------- | ------- |
| 15              | Grace O'Hanlon         |         |         |         |         |         |         |         |
| Mezőnyjátékosok |                        |         |         |         |         |         |         |         |
| 1               | Tarryn Davey           |         |         |         |         |         |         |         |
| 2               | Olivia Shannon         |         |         |         |         |         |         |         |
| 4               | Olivia Merry           |         |         |         |         |         |         |         |
| 5               | Frances Davies         |         |         |         |         |         |         |         |
| 12              | Ella Gunson            |         |         |         |         |         |         |         |
| 13              | Samantha Charlton      |         |         |         |         |         |         |         |
| 16              | Elizabeth Thompson     |         |         |         |         |         |         |         |
| 17              | Stephanie Dickins      |         |         |         |         |         |         |         |
| 20              | Megan Hull             |         |         |         |         |         |         |         |
| 22              | Katie Doar             |         |         |         |         |         |         |         |
| 24              | Rose Keddell           |         |         |         |         |         |         |         |
| 25              | Kelsey Smith           |         |         |         |         |         |         |         |
| 31              | Stacey Michelsen (CSK) |         |         |         |         |         |         |         |
| 33              | Julia King             |         |         |         |         |         |         |         |
| 34              | Hope Ralph             |         |         |         |         |         |         |         |
| Vezetőedző      |                        |         |         |         |         |         |         |         |
|                 | Graham Shaw            |         |         |         |         |         |         |         |

Csoportkör
B csoport
| Hely. | Csapat              | M | Gy | D | V | G+ | G– | Gk  | P  | Továbbjutás |
| ----- | ------------------- | - | -- | - | - | -- | -- | --- | -- | ----------- |
| 1.    | Ausztrália (AUS)    | 5 | 5  | 0 | 0 | 13 | 1  | +12 | 15 | Negyeddöntő |
| 2.    | Spanyolország (ESP) | 5 | 3  | 0 | 2 | 9  | 8  | +1  | 9  | Negyeddöntő |
| 3.    | Argentína (ARG)     | 5 | 3  | 0 | 2 | 8  | 8  | 0   | 9  | Negyeddöntő |
| 4.    | Új-Zéland (NZL)     | 5 | 2  | 0 | 3 | 8  | 7  | +1  | 6  | Negyeddöntő |
| 5.    | Kína (CHN)          | 5 | 2  | 0 | 3 | 9  | 16 | −7  | 6  |             |
| 6.    | Japán (JPN)         | 5 | 0  | 0 | 5 | 6  | 13 | −7  | 0  |             |

| 2021. július 25. 12:15 (05:15) | Új-Zéland (NZL)                     | 3–0         | Argentína (ARG) | Játékvezetők: Sarah Wilson (GBR) Maggie Giddens (USA) |
| 2021. július 25. 12:15 (05:15) | Smith 35' · Ralph 40' · Pearson 54' | Jegyzőkönyv |                 | Játékvezetők: Sarah Wilson (GBR) Maggie Giddens (USA) |

| 2021. július 26. 20:45 (13:45) | Japán (JPN) | 1–2         | Új-Zéland (NZL)       | Játékvezetők: Irene Presenqui (ARG) Annelize Rostron (RSA) |
| 2021. július 26. 20:45 (13:45) | Oikava 18'  | Jegyzőkönyv | Merry 26' · Ralph 29' | Játékvezetők: Irene Presenqui (ARG) Annelize Rostron (RSA) |

| 2021. július 28. 11:45 (04:45) | Új-Zéland (NZL) | 1–2         | Spanyolország (ESP)     | Játékvezetők: Carolina de la Fuente (ARG) Michelle Meister (GER) |
| 2021. július 28. 11:45 (04:45) | Charlton 35'    | Jegyzőkönyv | Iglesias 8' · Riera 22' | Játékvezetők: Carolina de la Fuente (ARG) Michelle Meister (GER) |

| 2021. július 29. 21:15 (14:15) | Új-Zéland (NZL) | 0–1         | Ausztrália (AUS) | Játékvezetők: Sarah Wilson (GBR) Laurine Delforge (BEL) |
| 2021. július 29. 21:15 (14:15) |                 | Jegyzőkönyv | Chalker 34'      | Játékvezetők: Sarah Wilson (GBR) Laurine Delforge (BEL) |

| 2021. július 31. 09:30 (02:30) | Kína (CHN)                                                           | 3–2         | Új-Zéland (NZL)          | Játékvezetők: Laurine Delforge (BEL) Ayanna McClean (TTO) |
| 2021. július 31. 09:30 (02:30) | Liu 24' · Csen Jang (Chen Yang) 37' · Liang Mej-jü (Liang Meiyu) 54' | Jegyzőkönyv | Gunson 20' · Keddell 45' | Játékvezetők: Laurine Delforge (BEL) Ayanna McClean (TTO) |

Negyeddöntő
| 2021. augusztus 2. 18:30 (11:30) | Hollandia (NED)                  | 3–0         | Új-Zéland (NZL) | Játékvezetők: Michelle Meister (GER) Michelle Joubert (RSA) |
| 2021. augusztus 2. 18:30 (11:30) | Welten 7' · Matla 21' · Stam 37' | Jegyzőkönyv |                 | Játékvezetők: Michelle Meister (GER) Michelle Joubert (RSA) |

| Csapat          | Helyezés |
| --------------- | -------- |
| Új-Zéland (NZL) | 8.       |

## Hullámlovaglás
| Versenyző       | Versenyszám | 1. forduló                                                                     | 1. forduló | 2. forduló                                                               | 2. forduló | 3. forduló                   | Negyeddöntő           | Elődöntő              | Döntő                 | Helyezés |
| Versenyző       | Versenyszám | Ellenfelek Győztes pont                                                        | Hely.      | Ellenfelek Győztes pont                                                  | Hely.      | Ellenfél Győztes pont        | Ellenfél Győztes pont | Ellenfél Győztes pont | Ellenfél Győztes pont | Helyezés |
| --------------- | ----------- | ------------------------------------------------------------------------------ | ---------- | ------------------------------------------------------------------------ | ---------- | ---------------------------- | --------------------- | --------------------- | --------------------- | -------- |
| Billy Stairmand | Férfi       | Kanoa Igarashi (JPN) · Miguel Tudela (PER) · Jérémy Florès (FRA) · 12,77       | 3.         | John John Florence (USA) · Rio Waida (INA) · Manuel Selman (CHI) · 12,77 | 3.         | Ítalo Ferreira (BRA) · 14,54 | kiesett               | kiesett               | kiesett               | 9.       |
| Ella Williams   | Női         | Caroline Marks (USA) · Leilani McGonagle (CRC) · Yolanda Hopkins (POR) · 13,40 | 2.         |                                                                          |            | Brisa Hennessy (CRC) · 12,00 | kiesett               | kiesett               | kiesett               | 9.       |

## Kajak-kenu

### Síkvízi
Férfi
| Versenyző              | Versenyszám         | Előfutam | Előfutam | Negyeddöntő | Negyeddöntő | Elődöntő | Elődöntő | Döntő | Döntő    | Döntő | Helyezés |
| Versenyző              | Versenyszám         | Idő      | Hely.    | Idő         | Hely.       | Idő      | Hely.    | Típus | Idő      | Hely. | Helyezés |
| ---------------------- | ------------------- | -------- | -------- | ----------- | ----------- | -------- | -------- | ----- | -------- | ----- | -------- |
| Max Brown Kurtis Imrie | Kajak kettes 1000 m | 3:17,210 | 4.       | 3:10,220    | 2.          | 3:17,684 | 2.       | A     | 3:17,267 | 5.    | 5.       |

Női
| Versenyző                                                  | Versenyszám        | Előfutam | Előfutam | Negyeddöntő | Negyeddöntő | Elődöntő | Elődöntő | Döntő | Döntő    | Döntő | Helyezés |
| Versenyző                                                  | Versenyszám        | Idő      | Hely.    | Idő         | Hely.       | Idő      | Hely.    | Típus | Idő      | Hely. | Helyezés |
| ---------------------------------------------------------- | ------------------ | -------- | -------- | ----------- | ----------- | -------- | -------- | ----- | -------- | ----- | -------- |
| Lisa Carrington                                            | Kajak egyes 200 m  | 40,715   | 1.       |             |             | 38,127   | 1.       | A     | 38,120   | 1.    |          |
| Lisa Carrington                                            | Kajak egyes 500 m  | 1:48,463 | 1.       |             |             | 1:51,680 | 1.       | A     | 1:51,216 | 1.    |          |
| Caitlin Regal                                              | Kajak egyes 500 m  | 1:50,297 | 3.       |             |             | 1:53,495 | 3.       | B     | 1:53,681 | 1.    | 9.       |
| Lisa Carrington Caitlin Regal                              | Kajak kettes 500 m | 1:43,836 | 1.       |             |             | 1:36,724 | 1.       | A     | 1:35,785 | 1.    |          |
| Alicia Hoskin Teneale Hatton                               | Kajak kettes 500 m | 1:49,832 | 4.       | 1:50,507    | 4.          | 1:44,119 | 7.       | B     | 1:41,121 | 6.    | 14.      |
| Lisa Carrington Alicia Hoskin Caitlin Regal Teneale Hatton | Kajak négyes 500 m | 1:33,959 | 2.       |             |             | 1:36,293 | 2.       | A     | 1:37,168 | 4.    | 4.       |

### Szlalom
| Versenyző      | Versenyszám       | Selejtező | Selejtező | Selejtező | Selejtező | Selejtező     | Selejtező     | Elődöntő | Elődöntő | Döntő   | Döntő    |
| Versenyző      | Versenyszám       | 1. futam  | 1. futam  | 2. futam  | 2. futam  | Jobb eredmény | Jobb eredmény | Elődöntő | Elődöntő | Döntő   | Döntő    |
| Versenyző      | Versenyszám       | Pont      | Hely.     | Pont      | Hely.     | Pont          | Hely.         | Pont     | Hely.    | Pont    | Helyezés |
| -------------- | ----------------- | --------- | --------- | --------- | --------- | ------------- | ------------- | -------- | -------- | ------- | -------- |
| Callum Gilbert | Férfi kajak egyes | 151,85    | 23.       | 101,15    | 20.       | 101,15        | 23.           | kiesett  | kiesett  | kiesett | kiesett  |
| Luuka Jones    | Női kajak egyes   | 110,22    | 10.       | 101,72    | 3.        | 101,72        | 3.            | 108,97   | 5.       | 110,67  | 6.       |
| Luuka Jones    | Női kenu egyes    | 116,55    | 8.        | 115,19    | 9.        | 115,19        | 11.           | 130,39   | 13.      | kiesett | kiesett  |

## Karate
Női
| Versenyző         | Versenyszám | Selejtező | Selejtező | Selejtező | Selejtező | Selejtező | Selejtező | Bronz- mérkőzés | Döntő   | Helyezés |
| Versenyző         | Versenyszám | 1. kata   | 2. kata   | Átlag     | Hely.     | 3. kata   | Hely.     | Bronz- mérkőzés | Döntő   | Helyezés |
| ----------------- | ----------- | --------- | --------- | --------- | --------- | --------- | --------- | --------------- | ------- | -------- |
| Alexandrea Anacan | Kata        | 23,46     | 23,78     | 23,62     | 5.        | kiesett   | kiesett   | kiesett         | kiesett | 9.       |

## Kerékpározás

### BMX
| Versenyző     | Versenyszám | Negyeddöntő | Negyeddöntő | Elődöntő | Elődöntő | Döntő   | Döntő    |
| Versenyző     | Versenyszám | Pont        | Helyezés    | Pont     | Helyezés | Idő     | Helyezés |
| ------------- | ----------- | ----------- | ----------- | -------- | -------- | ------- | -------- |
| Rebecca Petch | Női         | 10          | 3.          | 16       | 6.       | kiesett | kiesett  |

### Hegyi-kerékpározás
| Versenyző    | Versenyszám        | Idő     | Helyezés |
| ------------ | ------------------ | ------- | -------- |
| Anton Cooper | Férfi terepverseny | 1:26:00 | 6.       |

### Országúti kerékpározás
Férfi
| Versenyző      | Versenyszám   | Idő                   | Helyezés      |
| -------------- | ------------- | --------------------- | ------------- |
| George Bennett | Mezőnyverseny | 6:11:46 (+6:20)       | 26.           |
| George Bennett | Időfutam      | 1:00:28,39 (+5:24,20) | 25.           |
| Patrick Bevin  | Mezőnyverseny | nem ért célba         | nem ért célba |
| Patrick Bevin  | Időfutam      | 57:24,29 (+2:20,10)   | 10.           |

### Pálya-kerékpározás
Sprintversenyek
| Versenyző                            | Versenyszám  | Selejtező | Selejtező | 1. forduló                      | Vigaszág                                                | Vigaszág | 2. forduló                     | Vigaszág                  | Vigaszág | Nyolcaddöntő                   | Vigaszág                                                             | Vigaszág | Negyeddöntő          | 5–8. helyért           | 5–8. helyért | Elődöntő                                                                        | Döntő                                                                                           | Helyezés |
| Versenyző                            | Versenyszám  | Idő       | Hely.     | Ellenfél Győztes idő            | Ellenfelek Győztes idő                                  | Hely.    | Ellenfél Győztes idő           | Ellenfelek Győztes idő    | Hely.    | Ellenfél Győztes idő           | Ellenfelek Győztes idő                                               | Hely.    | Ellenfél Győztes idő | Ellenfelek Győztes idő | Hely.        | Ellenfél Győztes idő                                                            | Ellenfél Győztes idő                                                                            | Helyezés |
| ------------------------------------ | ------------ | --------- | --------- | ------------------------------- | ------------------------------------------------------- | -------- | ------------------------------ | ------------------------- | -------- | ------------------------------ | -------------------------------------------------------------------- | -------- | -------------------- | ---------------------- | ------------ | ------------------------------------------------------------------------------- | ----------------------------------------------------------------------------------------------- | -------- |
| Ethan Mitchell                       | Férfi egyéni | 9,705     | 24.       | Jeffrey Hoogland (NED) · 9,821  | Azizulhasni Awang (MAS) · Kevin Quintero (COL) · 10,056 | 3.       | kiesett                        | kiesett                   | kiesett  | kiesett                        | kiesett                                                              | kiesett  | kiesett              | kiesett                | kiesett      | kiesett                                                                         | kiesett                                                                                         | 24.      |
| Sam Webster                          | Férfi egyéni | 9,631     | 18.       | Mateusz Rudyk (POL) · 10,099    |                                                         |          | Sébastien Vigier (FRA) · 9,845 |                           |          | Maximilian Levy (GER) · 10,355 | Sébastien Vigier (FRA) · Muhammad Shah Firdaus Sahrom (MAS) · 10,169 | 2.       | kiesett              | kiesett                | kiesett      | kiesett                                                                         | kiesett                                                                                         | 11.      |
| Sam Dakin Ethan Mitchell Sam Webster | Férfi csapat | 43,066    | 5.        |                                 |                                                         |          |                                |                           |          |                                |                                                                      |          |                      |                        |              | Franciaország (FRA) · Florian Grengbo · Sebastien Vigier · Rayan Helal · 42,294 | 7. helyért · Lengyelország (POL) · Mateusz Rudyk · Patryk Rajkowski · Krzysztof Maksel · 43,703 | 7.       |
| Ellesse Andrews                      | Női egyéni   | 10,563    | 11.       | Kaarle McCulloch (AUS) · 10,996 |                                                         |          | Olena Starikova (UKR) · 10,900 | Bao Shanju (CHN) · 11,144 | 1.       | Kelsey Mitchell (CAN) · 10,883 | Olena Starikova (UKR) · Zhong Tianshi (CHN) · 11,074                 | 2.       | kiesett              | kiesett                | kiesett      | kiesett                                                                         | kiesett                                                                                         | 11.      |
| Kirstie James                        | Női egyéni   | 11,116    | 27.       | kiesett                         | kiesett                                                 | kiesett  | kiesett                        | kiesett                   | kiesett  | kiesett                        | kiesett                                                              | kiesett  | kiesett              | kiesett                | kiesett      | kiesett                                                                         | kiesett                                                                                         | 27.      |

Üldözőversenyek
| Versenyző                                                                  | Versenyszám  | Selejtező | Selejtező | Elődöntő | Elődöntő  | Elődöntő | Döntő | Döntő     | Döntő    |
| Versenyző                                                                  | Versenyszám  | Idő       | Hely.     | Ellenfél Idő | Saját idő | Hely.    | Ellenfél Idő | Saját idő | Helyezés |
| -------------------------------------------------------------------------- | ------------ | --------- | --------- | --- | --------- | -------- | --- | --------- | -------- |
| Aaron Gate Regan Gough Jordan Kerby Campbell Stewart Corbin Strong         | Férfi csapat | 3:46,079  | 3.        | Olaszország (ITA) · Simone Consonni · Filippo Ganna · Francesco Lamon · Jonathan Milan · 3:42,307                     | 3:42,397  | 2.       | Bronzmérkőzés · Ausztrália (AUS) · Kelland O'Brien · Sam Welsford · Leigh Howard · Lucas Plapp · Alexander Porter · eredmény nélkül | lekörözve | 4.       |
| Bryony Botha Rushlee Buchanan Holly Edmondston Kirstie James Jaime Nielsen | Női csapat   | 4:12,536  | 6.        | Ausztrália (AUS) · Georgia Baker · Annette Edmondson · Ashlee Ankudinoff · Maeve Plouffe · Alexandra Manly · 4:09,992 | 4:10,223  | 7.       | Franciaország (FRA) · Victoire Berteau · Marion Borras · Valentine Fortin · Marie le Net · Coralie Demay · 4:10,388                 | 4:10,600  | 8.       |

Keirin
| Versenyző       | Versenyszám | 1. forduló | Vigaszág | Negyeddöntő | Elődöntő | Döntő    | Helyezés |
| Versenyző       | Versenyszám | Helyezés   | Helyezés | Helyezés    | Helyezés | Helyezés | Helyezés |
| --------------- | ----------- | ---------- | -------- | ----------- | -------- | -------- | -------- |
| Callum Saunders | Férfi       | 2.         |          | 5.          | kiesett  | kiesett  | 13.      |
| Sam Webster     | Férfi       | 5.         | 3.       | kiesett     | kiesett  | kiesett  | 19.      |
| Ellesse Andrews | Női         | 4.         | 1.       | 2.          | 2.       | 2.       |          |

Omnium
| Versenyző        | Versenyszám | 10 km-es scratch | 10 km-es scratch | 10 km-es tempóverseny | 10 km-es tempóverseny | Kieséses verseny | 25 km-es pontverseny | 25 km-es pontverseny | Összesítés | Összesítés |
| Versenyző        | Versenyszám | Lekörözés        | Hely.            | Eredmény              | Hely.                 | Hely.            | Pont                 | Hely.                | Pont       | Helyezés   |
| ---------------- | ----------- | ---------------- | ---------------- | --------------------- | --------------------- | ---------------- | -------------------- | -------------------- | ---------- | ---------- |
| Campbell Stewart | Férfi       | 1                | 7.               | 2                     | 12.                   | 5.               | 51                   | 1.                   | 129        |            |

| Versenyző        | Versenyszám | 7,5 km-es scratch | 7,5 km-es scratch | 7,5 km-es tempóverseny | 7,5 km-es tempóverseny | Kieséses verseny | 20 km-es pontverseny | 20 km-es pontverseny | Összesítés | Összesítés |
| Versenyző        | Versenyszám | Lekörözés         | Hely.             | Eredmény               | Hely.                  | Hely.            | Pont                 | Hely.                | Pont       | Helyezés   |
| ---------------- | ----------- | ----------------- | ----------------- | ---------------------- | ---------------------- | ---------------- | -------------------- | -------------------- | ---------- | ---------- |
| Holly Edmondston | Női         | 0                 | 9.                | -20                    | 14.                    | 10.              | 7                    | 5.*                  | 67         | 10.        |

* - egy másik versenyzővel azonos eredményt ért el
Pontversenyek
| Versenyző                      | Versenyszám   | Pont | Helyezés |
| ------------------------------ | ------------- | ---- | -------- |
| Campbell Stewart Corbin Strong | Férfi madison | -17  | 11.      |
| Jessie Hodges Rushlee Buchanan | Női madison   | -39  | 11.      |

## Labdarúgás

### Férfi
| #             | Név                | Klub                      | Születési idő                    | Mérkőzésszám | Gól     | Sárga lap | sárga lap · 2. sárga lap · kiállítva | kiállítva |
| Kapusok       | Kapusok            | Kapusok                   | Kapusok                          | Kapusok      | Kapusok | Kapusok   | Kapusok                              | Kapusok   |
| ------------- | ------------------ | ------------------------- | -------------------------------- | ------------ | ------- | --------- | ------------------------------------ | --------- |
| 1             | Michael Woud       | Almere City               | 1999. január 16. (22 évesen)     | 4            | 0       | 0         | 0                                    | 0         |
| 13            | Jamie Searle       | Swansea City              | 2000. november 25. (20 évesen)   | 0            | 0       | 0         | 0                                    | 0         |
| 22            | Alex Paulsen       | Lower Hutt City AFC       | 2002. július 4. (19 évesen)      | 0            | 0       | 0         | 0                                    | 0         |
| Védők         |                    |                           |                                  |              |         |           |                                      |           |
| 2             | Winston Reid (CSK) | Brentford FC              | 1988. július 3. (33 évesen)      | 3            | 0       | 0         | 0                                    | 0         |
| 3             | Liberato Cacace    | Sint-Truiden              | 2000. szeptember 27. (20 évesen) | 4            | 1       | 1         | 0                                    | 0         |
| 4             | Nando Pijnaker     | Rio Ave FC                | 1999. február 25. (22 évesen)    | 4            | 0       | 0         | 0                                    | 0         |
| 5             | Michael Boxall     | Minnesota United FC       | 1988. augusztus 18. (32 évesen)  | 0            | 0       | 0         | 0                                    | 0         |
| 14            | George Stanger     | Hamilton Academical FC    | 2000. augusztus 15. (20 évesen)  | (1)          | 0       | 0         | 0                                    | 0         |
| 15            | Dane Ingham        | Perth Glory FC            | 1999. június 8. (22 évesen)      | 2(2)         | 0       | 0         | 0                                    | 0         |
| 17            | Callan Elliot      | Xánthi F.C.               | 1999. július 7. (22 évesen)      | 2(1)         | 0       | 1         | 0                                    | 0         |
| Középpályások |                    |                           |                                  |              |         |           |                                      |           |
| 6             | Clayton Lewis      | Wellington Phoenix FC     | 1997. február 12. (24 évesen)    | 3(1)         | 0       | 0         | 0                                    | 0         |
| 8             | Joe Bell           | Viking FK                 | 1999. április 27. (22 évesen)    | 4            | 0       | 1         | 0                                    | 0         |
| 10            | Marko Stamenic     | FC København              | 2002. február 19. (19 évesen)    | 1(2)         | 0       | 1         | 0                                    | 0         |
| 16            | Gianni Stensness   | Central Coast Mariners FC | 1999. február 7. (22 évesen)     | 4            | 0       | 1         | 0                                    | 0         |
| 20            | Sam Sutton         | Wellington Phoenix FC     | 2001. december 10. (19 évesen)   | 0            | 0       | 0         | 0                                    | 0         |
| 21            | Ben Old            | Lower Hutt City AFC       | 2002. augusztus 13. (18 évesen)  | 0            | 0       | 0         | 0                                    | 0         |
| Csatárok      |                    |                           |                                  |              |         |           |                                      |           |
| 7             | Elijah Just        | FC Helsingør              | 2000. május 1. (21 évesen)       | 3(1)         | 0       | 0         | 0                                    | 0         |
| 9             | Chris Wood         | Burnley FC                | 1991. december 7. (29 évesen)    | 4            | 2       | 0         | 0                                    | 0         |
| 11            | Joe Champness      | Brisbane Roar FC          | 1997. április 27. (24 évesen)    | 1(2)         | 0       | 0         | 0                                    | 0         |
| 12            | Callum McCowatt    | FC Helsingør              | 1999. április 30. (22 évesen)    | 2(2)         | 0       | 0         | 0                                    | 0         |
| 18            | Ben Waine          | Wellington Phoenix FC     | 2001. június 11. (20 évesen)     | 1(2)         | 0       | 1         | 0                                    | 0         |
| 19            | Matthew Garbett    | Falkenbergs FF            | 2002. április 13. (19 évesen)    | 2            | 0       | 2         | 0                                    | 0         |
| Edző          |                    |                           |                                  |              |         |           |                                      |           |
|               | Danny Hay          |                           | 1975. május 15. (46 évesen)      |              |         |           |                                      |           |

- Kor: 2021. július 22-i kora

#### Eredmények
B csoport
| Csapat          | M | Gy | D | V | Rg | Kg | Gk | P |
| --------------- | - | -- | - | - | -- | -- | -- | - |
| Dél-Korea (KOR) | 3 | 2  | 0 | 1 | 10 | 1  | +9 | 6 |
| Új-Zéland (NZL) | 3 | 1  | 1 | 1 | 3  | 3  | 0  | 4 |
| Románia (ROU)   | 3 | 1  | 1 | 1 | 1  | 4  | –3 | 4 |
| Honduras (HON)  | 3 | 1  | 0 | 2 | 3  | 9  | –6 | 3 |

| 2021. július 22. 17:00 (10:00) |

| Új-Zéland (NZL) | 1–0               | Dél-Korea (KOR) |
| --------------- | ----------------- | --------------- |
| Wood 70'        | (0–0) Jegyzőkönyv |                 |

| Kashima Stadion, Kashima Játékvezető: Victor Gomes (dél-afrikai) |

| 2021. július 25. 17:00 (10:00) |

| Új-Zéland (NZL)     | 2–3               | Honduras (HON)                        |
| ------------------- | ----------------- | ------------------------------------- |
| Cacace 10' Wood 49' | (1–1) Jegyzőkönyv | Palma 45+1' Obregón Jr. 78' Rivas 87' |

| Kashima Stadion, Kashima Játékvezető: Orel Grinfeld (izraeli) |

| 2021. július 28. 17:30 (10:30) |

| Románia (ROU) | 0–0         | Új-Zéland (NZL) |
| ------------- | ----------- | --------------- |
|               | Jegyzőkönyv |                 |

| Sapporo Dome, Szapporo Játékvezető: Kevin Ortega (perui) |

Negyeddöntő
| 2021. július 31. 18:00 (11:00) |

| Japán (JPN)                  | 0–0 (h. u.) | Új-Zéland (NZL)            |
| ---------------------------- | ----------- | -------------------------- |
|                              | Jegyzőkönyv |                            |
| Büntetőpárbaj                |             |                            |
| Ueda Itakura Nakajama Josida | 4–2         | Wood Cacace Lewis McCowatt |

| Kashima Stadion, Kashima Játékvezető: Ismail Elfath (amerikai) |

| Csapat          | Helyezés |
| --------------- | -------- |
| Új-Zéland (NZL) | 6.       |

### Női
| #             | Név                 | Klub                   | Születési idő                    | Mérkőzés | Gól     | Sárga lap | sárga lap · 2. sárga lap · kiállítva | kiállítva |
| Kapusok       | Kapusok             | Kapusok                | Kapusok                          | Kapusok  | Kapusok | Kapusok   | Kapusok                              | Kapusok   |
| ------------- | ------------------- | ---------------------- | -------------------------------- | -------- | ------- | --------- | ------------------------------------ | --------- |
| 1             | Erin Nayler         | Reading                | 1992. április 17. (29 évesen)    | 2        | 0       | 0         | 0                                    | 0         |
| 18            | Anna Leat           | FFDP                   | 2001. június 26. (20 évesen)     | 1        | 0       | 0         | 0                                    | 0         |
| 22            | Victoria Esson      | Avaldsnes              | 1991. március 6. (30 évesen)     | 0        | 0       | 0         | 0                                    | 0         |
| Védők         |                     |                        |                                  |          |         |           |                                      |           |
| 3             | Anna Green          | Lower Hutt City AFC    | 1990. augusztus 20. (30 évesen)  | 1        | 0       | 0         | 0                                    | 0         |
| 4             | C. J. Bott          | Vålerenga              | 1995. április 22. (26 évesen)    | 3        | 0       | 1         | 0                                    | 0         |
| 5             | Meikayla Moore      | Liverpool              | 1996. június 4. (25 évesen)      | 3        | 0       | 0         | 0                                    | 0         |
| 6             | Claudia Bunge       | Melbourne Victory FC   | 1999. szeptember 21. (21 évesen) | (1)      | 0       | 0         | 0                                    | 0         |
| 7             | Ali Riley (CSK)     | Orlando Pride          | 1987. október 30. (33 évesen)    | 3        | 0       | 0         | 0                                    | 0         |
| 8             | Abby Erceg          | North Carolina Courage | 1989. november 20. (31 évesen)   | 3        | 0       | 0         | 0                                    | 0         |
| 19            | Elizabeth Anton     | FFDP                   | 1998. december 12. (22 évesen)   | 0        | 0       | 0         | 0                                    | 0         |
| 20            | Marisa van der Meer | FFDP                   | 2002. március 27. (19 évesen)    | 0        | 0       | 0         | 0                                    | 0         |
| Középpályások |                     |                        |                                  |          |         |           |                                      |           |
| 2             | Ria Percival        | Tottenham Hotspur      | 1989. december 7. (31 évesen)    | 3        | 0       | 1         | 0                                    | 0         |
| 10            | Annalie Longo       | Melbourne Victory FC   | 1991. július 1. (30 évesen)      | (1)      | 0       | 0         | 0                                    | 0         |
| 12            | Betsy Hassett       | Stjarnan               | 1990. augusztus 4. (30 évesen)   | 3        | 1       | 0         | 0                                    | 0         |
| 14            | Katie Bowen         | Kansas City NWSL       | 1994. április 15. (27 évesen)    | 3        | 0       | 1         | 0                                    | 0         |
| 15            | Daisy Cleverley     | Georgetown Hoyas       | 1997. április 30. (24 évesen)    | 2(1)     | 0       | 0         | 0                                    | 0         |
| 16            | Emma Rolston        | Northern Lights        | 1996. november 10. (24 évesen)   | 1        | 0       | 0         | 0                                    | 0         |
| Csatárok      |                     |                        |                                  |          |         |           |                                      |           |
| 9             | Gabi Rennie         | Indiana Hoosiers       | 2001. július 7. (20 évesen)      | (3)      | 1       | 0         | 0                                    | 0         |
| 11            | Olivia Chance       | Brisbane Roar FC       | 1993. október 5. (27 évesen)     | 2        | 0       | 0         | 0                                    | 0         |
| 13            | Paige Satchell      | Canberra United FC     | 1998. április 13. (23 évesen)    | (3)      | 0       | 0         | 0                                    | 0         |
| 17            | Hannah Wilkinson    | Duisburg               | 1992. május 28. (29 évesen)      | 3        | 0       | 0         | 0                                    | 0         |
| 21            | Michaela Robertson  | Lower Hutt City AFC    | 1996. augusztus 28. (24 évesen)  | 0        | 0       | 0         | 0                                    | 0         |
| Edzo          |                     |                        |                                  |          |         |           |                                      |           |
|               | Tom Sermanni        |                        | 1954. július 1. (67 évesen)      |          |         |           |                                      |           |

- Kor: 2021. július 22-i kora

Csoportkör
G csoport
| Hely. | Csapat                 | M | Gy | D | V | G+ | G– | Gk | P | Továbbjutás |
| ----- | ---------------------- | - | -- | - | - | -- | -- | -- | - | ----------- |
| 1.    | Svédország (SWE)       | 3 | 3  | 0 | 0 | 9  | 2  | +7 | 9 | Negyeddöntő |
| 2.    | Egyesült Államok (USA) | 3 | 1  | 1 | 1 | 6  | 4  | +2 | 4 | Negyeddöntő |
| 3.    | Ausztrália (AUS)       | 3 | 1  | 1 | 1 | 4  | 5  | −1 | 4 | Negyeddöntő |
| 4.    | Új-Zéland (NZL)        | 3 | 0  | 0 | 3 | 2  | 10 | −8 | 0 |             |

| 2021. július 21. 20:30 (13:30) |

| Ausztrália (AUS)    | 2–1               | Új-Zéland (NZL) |
| ------------------- | ----------------- | --------------- |
| Yallop 20' Kerr 33' | (2–0) Jegyzőkönyv | Rennie 90+1'    |

| Ajinomoto Stadion, Tokió Nézőszám: 0 Játékvezető: Lucila Venegas (mexikói) |

| 2021. július 24. 20:30 (13:30) |

| Új-Zéland (NZL) | 1–6               | Egyesült Államok (USA)                                                         |
| --------------- | ----------------- | ------------------------------------------------------------------------------ |
| Hassett 72'     | (0–2) Jegyzőkönyv | Lavelle 9' Horan 45' Erceg 63' (öngól) Press 80' Morgan 88' Bott 90+3' (öngól) |

| Saitama Stadium 2002, Szaitama Nézőszám: 0 Játékvezető: Stéphanie Frappart (francia) |

| 2021. július 27. 17:00 (10:00) |

| Új-Zéland (NZL) | 0–2               | Svédország (SWE)        |
| --------------- | ----------------- | ----------------------- |
|                 | (0–1) Jegyzőkönyv | Anvegård 17' Janogy 29' |

| Mijagi Stadion, Rifu Nézőszám: 884 Játékvezető: Laura Fortunato (argentin) |

| Csapat          | Helyezés |
| --------------- | -------- |
| Új-Zéland (NZL) | 12.      |

## Lovaglás
Díjugratás
| Versenyző                             | Ló                                     | Versenyszám | Selejtező | Selejtező | Döntő    | Döntő    |
| Versenyző                             | Ló                                     | Versenyszám | Bünt.     | Hely.     | Bünt.    | Helyezés |
| ------------------------------------- | -------------------------------------- | ----------- | --------- | --------- | -------- | -------- |
| Bruce Goodin                          | Danny V                                | Egyéni      | 13        | 57.       | kiesett  | kiesett  |
| Daniel Meech                          | Cinca                                  | Egyéni      | 2         | 30.       | kizárták | kizárták |
| Uma O'Neill                           | Clockwise of Greenhill Z               | Egyéni      | 17        | 64.       | kiesett  | kiesett  |
| Bruce Goodin Daniel Meech Uma O'Neill | Danny V Cinca Clockwise of Greenhill Z | Csapat      | 39        | 14.       | kiesett  | kiesett  |

Lovastusa
| Versenyző                              | Ló                               | Versenyszám | Díjlovaglás | Díjlovaglás | Tereplovaglás | Tereplovaglás | Tereplovaglás | Díjugratás | Díjugratás | Díjugratás | Díjugratás | Végeredmény | Végeredmény |
| Versenyző                              | Ló                               | Versenyszám | Díjlovaglás | Díjlovaglás | Tereplovaglás | Tereplovaglás | Tereplovaglás | 1. kör     | 1. kör     | 2. kör     | 2. kör     | Végeredmény | Végeredmény |
| Versenyző                              | Ló                               | Versenyszám | Bünt.       | Hely.       | Bünt.         | Hely.         | Össz.         | Bünt.      | Hely.      | Bünt.      | Hely.      | Bünt.       | Helyezés    |
| -------------------------------------- | -------------------------------- | ----------- | ----------- | ----------- | ------------- | ------------- | ------------- | ---------- | ---------- | ---------- | ---------- | ----------- | ----------- |
| Jesse Campbell                         | Diachello                        | Egyéni      | 30,1        | 15.         | 14,4          | 31.           | 27.           | 0,4        | 11.        | 9,6        | 18.        | 54,5        | 22.         |
| Jonelle Price                          | Grovine de Reve                  | Egyéni      | 30,7        | 17.         | 2,0           | 14.           | 12.           | 0,0        | 1.         | 9,2        | 17.        | 41,9        | 11.         |
| Tim Price                              | Vitali                           | Egyéni      | 25,6        | 5.          | 1,2           | 11.           | 4.            | 12,0       | 37.        | 21,6       | 25.        | 60,4        | 24.         |
| Jesse Campbell Jonelle Price Tim Price | Diachello Grovine de Reve Vitali | Csapat      | 86,4        | 3.          | 17,6          | 6.            | 4.            | 12,4       | 5.         |            |            | 116,4       | 5.          |

## Műugrás
Férfi
| Versenyző          | Versenyszám    | Selejtező | Selejtező | Elődöntő | Elődöntő | Döntő  | Döntő    |
| Versenyző          | Versenyszám    | Pont      | Helyezés  | Pont     | Helyezés | Pont   | Helyezés |
| ------------------ | -------------- | --------- | --------- | -------- | -------- | ------ | -------- |
| Anton Down-Jenkins | Egyéni műugrás | 394,45    | 16.       | 424,20   | 8.       | 415,60 | 8.       |

## Ökölvívás
Férfi
| Versenyző   | Versenyszám | Selejtező         | Nyolcaddöntő              | Negyeddöntő                       | Elődöntő                           | Döntő             | Helyezés |
| Versenyző   | Versenyszám | Ellenfél Eredmény | Ellenfél Eredmény         | Ellenfél Eredmény                 | Ellenfél Eredmény                  | Ellenfél Eredmény | Helyezés |
| ----------- | ----------- | ----------------- | ------------------------- | --------------------------------- | ---------------------------------- | ----------------- | -------- |
| David Nyika | Nehézsúly   |                   | Youness Balla (MAR) · 5-0 | Uladzislau Smiahlikau (BLR) · 5-0 | Muslim Gadzhimagomedov (ROC) · 1-4 | kiesett           |          |

## Rögbi

### Férfi
| Új-zélandi férfi rögbi-játékoskeret                                                                                     | Új-zélandi férfi rögbi-játékoskeret                                                            |
| --- | ---------------------------------------------------------------------------------------------- |
| - Kurt Baker - Dylan Collier - Scott Curry - Amanaki Nicole - Andrew Knewstubb - Ngarohi McGarvey-Black - Tim Mikkelson | - Sione Molia - Etene Nanai-Seturo - Tone Ng Shiu - William Warbrick - Regan Ware - Joe Webber |

#### Eredmények
A csoport
| Csapat           | M | Gy | D | V | P+ | P–  | Pk   | P |
| ---------------- | - | -- | - | - | -- | --- | ---- | - |
| Új-Zéland (NZL)  | 3 | 3  | 0 | 0 | 99 | 31  | +68  | 9 |
| Argentína (ARG)  | 3 | 2  | 0 | 1 | 99 | 54  | +45  | 7 |
| Ausztrália (AUS) | 3 | 1  | 0 | 2 | 73 | 48  | +25  | 5 |
| Dél-Korea (KOR)  | 3 | 0  | 0 | 3 | 10 | 148 | –138 | 3 |

| 2021. július 26. 10:00 (3:00) |        | Új-Zéland (NZL) | 50–5 | Dél-Korea (KOR) |  | Ajinomoto Stadion, Tokió |
| 2021. július 26. 10:00 (3:00) | (14–5) |                 |      |                 |  | Ajinomoto Stadion, Tokió |

| 2021. július 26. 17:30 (10:30) |        | Új-Zéland (NZL) | 35–14 | Argentína (ARG) |  | Ajinomoto Stadion, Tokió |
| 2021. július 26. 17:30 (10:30) | (14–7) |                 |       |                 |  | Ajinomoto Stadion, Tokió |

| 2021. július 27. 10:30 (3:30) |        | Új-Zéland (NZL) | 14–12 | Ausztrália (AUS) |  | Ajinomoto Stadion, Tokió |
| 2021. július 27. 10:30 (3:30) | (0–12) |                 |       |                  |  | Ajinomoto Stadion, Tokió |

Negyeddöntő
| 2021. július 27. 17:30 (10:30) |        | Új-Zéland (NZL) | 21–10 | Kanada (CAN) |  | Ajinomoto Stadion, Tokió |
| 2021. július 27. 17:30 (10:30) | (21–0) |                 |       |              |  | Ajinomoto Stadion, Tokió |

Elődöntő
| 2021. július 28. 11:00 (4:00) |        | Új-Zéland (NZL) | 29–7 | Nagy-Britannia (GBR) |  | Ajinomoto Stadion, Tokió |
| 2021. július 28. 11:00 (4:00) | (14–7) |                 |      |                      |  | Ajinomoto Stadion, Tokió |

Döntő
| 2021. július 28. 18:00 (11:00) |         | Új-Zéland (NZL) | 12–27 | Fidzsi-szigetek (FIJ) |  | Ajinomoto Stadion, Tokió |
| 2021. július 28. 18:00 (11:00) | (12–19) |                 |       |                       |  | Ajinomoto Stadion, Tokió |

| Csapat          | Helyezés |
| --------------- | -------- |
| Új-Zéland (NZL) |          |

### Női
| Új-zélandi női rögbi-játékoskeret                                                                                      | Új-zélandi női rögbi-játékoskeret                                                                |
| --- | ------------------------------------------------------------------------------------------------ |
| - Michaela Blyde - Kelly Brazier - Gayle Broughton - Theresa Fitzpatrick - Stacey Fluhler - Sarah Hirini - Shiray Kaka | - Tyla Nathan-Wong - Risi Pouri-Lane - Alena Saili - Ruby Tui - Tenika Willison - Portia Woodman |

#### Eredmények
A csoport
| Csapat                                       | M | Gy | D | V | P+ | P– | Pk  | P |
| -------------------------------------------- | - | -- | - | - | -- | -- | --- | - |
| Új-Zéland (NZL)                              | 3 | 3  | 0 | 0 | 88 | 28 | +60 | 9 |
| Nagy-Britannia (GBR)                         | 3 | 2  | 0 | 1 | 66 | 38 | +28 | 7 |
| Az Orosz Olimpiai Bizottság versenyzői (ROC) | 3 | 1  | 0 | 2 | 47 | 59 | –12 | 5 |
| Kenya (KEN)                                  | 3 | 0  | 0 | 3 | 19 | 95 | –76 | 3 |

| 2021. július 29. 11:30 (4:30) |        | Új-Zéland (NZL) | 29–7 | Kenya (KEN) |  | Ajinomoto Stadion, Tokió |
| 2021. július 29. 11:30 (4:30) | (17–7) |                 |      |             |  | Ajinomoto Stadion, Tokió |

| 2021. július 29. 18:30 (11:30) |         | Új-Zéland (NZL) | 26–21 | Nagy-Britannia (GBR) |  | Ajinomoto Stadion, Tokió |
| 2021. július 29. 18:30 (11:30) | (12–21) |                 |       |                      |  | Ajinomoto Stadion, Tokió |

| 2021. július 30. 11:30 (4:30) |        | Új-Zéland (NZL) | 33–0 | Az Orosz Olimpiai Bizottság versenyzői (ROC) |  | Ajinomoto Stadion, Tokió |
| 2021. július 30. 11:30 (4:30) | (14–0) |                 |      |                                              |  | Ajinomoto Stadion, Tokió |

Negyeddöntő
| 2021. július 30. 17:30 (10:30) |        | Új-Zéland (NZL) | 36–0 | Az Orosz Olimpiai Bizottság versenyzői (ROC) |  | Ajinomoto Stadion, Tokió |
| 2021. július 30. 17:30 (10:30) | (17–0) |                 |      |                                              |  | Ajinomoto Stadion, Tokió |

Elődöntő
| 2021. július 31. 11:00 (4:00) |              | Új-Zéland (NZL) | 22–17 (h. u.) | Fidzsi-szigetek (FIJ) |  | Ajinomoto Stadion, Tokió |
| 2021. július 31. 11:00 (4:00) | (5–7, 17–17) |                 |               |                       |  | Ajinomoto Stadion, Tokió |

Döntő
| 2021. július 31. 18:00 (11:00) |        | Új-Zéland (NZL) | 26–12 | Franciaország (FRA) |  | Ajinomoto Stadion, Tokió |
| 2021. július 31. 18:00 (11:00) | (19–5) |                 |       |                     |  | Ajinomoto Stadion, Tokió |

| Csapat          | Helyezés |
| --------------- | -------- |
| Új-Zéland (NZL) |          |

## Sportlövészet
Női
| Versenyző      | Versenyszám | Selejtező | Selejtező | Döntő   | Döntő    |
| Versenyző      | Versenyszám | Pont      | Helyezés  | Pont    | Helyezés |
| -------------- | ----------- | --------- | --------- | ------- | -------- |
| Natalie Rooney | Trap        | 117       | 10.       | kiesett | kiesett  |
| Chloe Tipple   | Skeet       | 108       | 27.       | kiesett | kiesett  |

## Súlyemelés
Férfi
| Versenyző         | Versenyszám | Szakítás | Szakítás | Lökés    | Lökés    | Összesen | Helyezés |
| Versenyző         | Versenyszám | Eredmény | Helyezés | Eredmény | Helyezés | Összesen | Helyezés |
| ----------------- | ----------- | -------- | -------- | -------- | -------- | -------- | -------- |
| Cameron McTaggart | 81 kg       | 140,0    | 10.*     | 175,0    | 11.      | 315,0    | 11.      |
| David Liti        | +109 kg     | 178,0    | 8.*      | 236,0    | 3.       | 414,0    | 5.       |

Női
| Versenyző          | Versenyszám | Szakítás                 | Szakítás                 | Lökés    | Lökés    | Összesen | Helyezés |
| Versenyző          | Versenyszám | Eredmény                 | Helyezés                 | Eredmény | Helyezés | Összesen | Helyezés |
| ------------------ | ----------- | ------------------------ | ------------------------ | -------- | -------- | -------- | -------- |
| Kanah Andrews-Nahu | 87 kg       | 94,0                     | 13.                      | 112,0    | 13.      | 206,0    | 13.      |
| Laurel Hubbard     | +87 kg      | érvényes kísérlet nélkül | érvényes kísérlet nélkül | kiesett  | kiesett  | kiesett  | kiesett  |

* - egy másik versenyzővel azonos eredményt ért el

## Taekwondo
Férfi
| Versenyző | Versenyszám | Nyolcaddöntő               | Negyeddöntő       | Elődöntő          | Vigaszág elődöntő         | Bronz- mérkőzés   | Döntő             | Helyezés |
| Versenyző | Versenyszám | Ellenfél Eredmény          | Ellenfél Eredmény | Ellenfél Eredmény | Ellenfél Eredmény         | Ellenfél Eredmény | Ellenfél Eredmény | Helyezés |
| --------- | ----------- | -------------------------- | ----------------- | ----------------- | ------------------------- | ----------------- | ----------------- | -------- |
| Tom Burns | Pehelysúly  | Bradly Sinden (GBR) · 8–53 |                   |                   | Hakan Recber (TUR) · 8–23 | kiesett           |                   | 7.       |

## Tenisz
Férfi
| Versenyző                    | Versenyszám | 32-es főtábla                                                          | Nyolcaddöntő                                                        | Negyeddöntő                                                               | Elődöntő                                                 | Bronz- mérkőzés                                                            | Döntő             | Helyezés |
| Versenyző                    | Versenyszám | Ellenfél Eredmény                                                      | Ellenfél Eredmény                                                   | Ellenfél Eredmény                                                         | Ellenfél Eredmény                                        | Ellenfél Eredmény                                                          | Ellenfél Eredmény | Helyezés |
| ---------------------------- | ----------- | ---------------------------------------------------------------------- | ------------------------------------------------------------------- | ------------------------------------------------------------------------- | -------------------------------------------------------- | -------------------------------------------------------------------------- | ----------------- | -------- |
| Marcus Daniell Michael Venus | Páros       | Fehéroroszország (BLR) · Egor Gerasimov · Ilya Ivashka · 6-3, 7-6(8–6) | Hollandia (NED) · Wesley Koolhof · Jean-Julien Rojer · visszalépett | Kolumbia (COL) · Juan-Sebastian Cabal · Robert Farah · 6-3, 3-6, [10]-[7] | Horvátország (CRO) · Marin Čilić · Ivan Dodig · 2-6, 2-6 | Egyesült Államok (USA) · Austin Krajicek · Tennys Sandgren · 7-6(7–3), 6-2 |                   |          |

## Torna
Férfi
| Versenyző        | Versenyszám      | Selejtező | Selejtező        | Döntő    | Döntő    |
| Versenyző        | Versenyszám      | Pontszám  | Helyezés         | Pontszám | Helyezés |
| ---------------- | ---------------- | --------- | ---------------- | -------- | -------- |
| Mikhail Koudinov | Talaj            | 13,433    | 51.              | kiesett  | kiesett  |
| Mikhail Koudinov | Ugrás            | 13,766    | helyezés nélkül* | kiesett  | kiesett  |
| Mikhail Koudinov | Korlát           | 14,433    | 35.              | kiesett  | kiesett  |
| Mikhail Koudinov | Nyújtó           | 11,366    | 69.              | kiesett  | kiesett  |
| Mikhail Koudinov | Gyűrű            | 12,600    | 64.              | kiesett  | kiesett  |
| Mikhail Koudinov | Lólengés         | 12,466    | 59.              | kiesett  | kiesett  |
| Mikhail Koudinov | Egyéni összetett | 78,064    | 52.              | kiesett  | kiesett  |

* - Akik az ugrás döntőbe akrtak jutni, két gyakorlatuk volt és az eredményt átlagolták. Az egyéni és a csapat összetettbe az első ugrás számított.

### Trambulin
| Versenyző       | Versenyszám | Selejtező | Selejtező | Döntő    | Döntő    |
| Versenyző       | Versenyszám | Pontszám  | Helyezés  | Pontszám | Helyezés |
| --------------- | ----------- | --------- | --------- | -------- | -------- |
| Dylan Schmidt   | Férfi       | 112,120   | 3.        | 60,675   |          |
| Maddie Davidson | Női         | 93,140    | 10.       | kiesett  | kiesett  |

## Triatlon
| Versenyző           | Versenyszám | 1,5 km úszás | Depózás 1 | 40 km kerékpározás | Depózás 2 | 10 km futás | Összesítés | Összesítés |
| Versenyző           | Versenyszám | Idő          | Idő       | Idő                | Idő       | Idő         | Idő        | Helyezés   |
| ------------------- | ----------- | ------------ | --------- | ------------------ | --------- | ----------- | ---------- | ---------- |
| Tayler Reid         | Férfi       | 17:45        | 0:37      | 56:40              | 0:27      | 31:25       | 1:46:54    | 18.        |
| Hayden Wilde        | Férfi       | 18:17        | 0:39      | 56:07              | 0:29      | 29:52       | 1:45:24    |            |
| Ainsley Thorpe      | Női         | 19:15        | 0:43      | nem ért célba      | kiesett   | kiesett     | kiesett    | kiesett    |
| Nicole van der Kaay | Női         | 19:35        | 0:42      | 1:05:02            | 0:33      | 37:34       | 2:03:26    | 29.        |

| Versenyző           | Versenyszám   | 300 m úszás | Depózás 1 | 6,8 km kerékpározás | Depózás 2 | 2 km futás | Összesítés | Összesítés |
| Versenyző           | Versenyszám   | Idő         | Idő       | Idő                 | Idő       | Idő        | Idő        | Helyezés   |
| ------------------- | ------------- | ----------- | --------- | ------------------- | --------- | ---------- | ---------- | ---------- |
| Ainsley Thorpe      | Vegyes csapat | 3:51        | 0:41      | 10:33               | 0:31      | 7:06       | 22:42      | 16.        |
| Tayler Reid         | Vegyes csapat | 3:56        | 0:36      | 9:49                | 0:28      | 5:49       | 20:38      | 14.        |
| Nicole van der Kaay | Vegyes csapat | 4:39        | 0:41      | 10:47               | 0:31      | 6:20       | 22:58      | 13.        |
| Hayden Wilde        | Vegyes csapat | 4:21        | 0:35      | 9:29                | 0:29      | 5:41       | 20:35      | 12.        |
| Összesen            | Összesen      | 16:47       | 2:33      | 40:38               | 1:59      | 24:56      | 1:26:53    | 12.        |

## Úszás
Férfi
| Versenyző       | Versenyszám  | Előfutam | Előfutam | Előfutam | Elődöntő | Elődöntő | Elődöntő | Döntő   | Döntő    |
| Versenyző       | Versenyszám  | Idő      | Hely.    | Össz.    | Idő      | Hely.    | Össz.    | Idő     | Helyezés |
| --------------- | ------------ | -------- | -------- | -------- | -------- | -------- | -------- | ------- | -------- |
| Lewis Clareburt | 200 m vegyes | 1:57,27  | 3.       | 3.       | 1:57,55  | 4.       | 7.       | 1:57,70 | 8.       |
| Lewis Clareburt | 400 m vegyes | 4:09,49  | 1.       | 2.       |          |          |          | 4:11,22 | 7.       |
| Zac Reid        | 400 m gyors  | 3:49,85  | 6.       | 23.      |          |          |          | kiesett | kiesett  |
| Zac Reid        | 800 m gyors  | 7:53,06  | 1.       | 18.      |          |          |          | kiesett | kiesett  |

Női
| Versenyző                                            | Versenyszám          | Előfutam | Előfutam | Előfutam | Elődöntő | Elődöntő | Elődöntő | Döntő   | Döntő    |
| Versenyző                                            | Versenyszám          | Idő      | Hely.    | Össz.    | Idő      | Hely.    | Össz.    | Idő     | Helyezés |
| ---------------------------------------------------- | -------------------- | -------- | -------- | -------- | -------- | -------- | -------- | ------- | -------- |
| Erika Fairweather                                    | 200 m gyors          | 1:57,26  | 5.       | 14.      | 1:59,14  | 8.       | 16.      | kiesett | kiesett  |
| Erika Fairweather                                    | 400 m gyors          | 4:02,28  | 2.       | 4.       |          |          |          | 4:08,01 | 8.       |
| Ali Galyer                                           | 100 m hát            | 1:02,65  | 3.       | 33.      | kiesett  | kiesett  | kiesett  | kiesett | kiesett  |
| Ali Galyer                                           | 200 m hát            | 2:15,16  | 8.       | 24.      | kiesett  | kiesett  | kiesett  | kiesett | kiesett  |
| Hayley McIntosh                                      | 1500 m gyors         | 16:44,43 | 6.       | 31.      |          |          |          | kiesett | kiesett  |
| Eve Thomas                                           | 800 m gyors          | 8:32,51  | 1.       | 18.      |          |          |          | kiesett | kiesett  |
| Eve Thomas                                           | 1500 m gyors         | 16:29,66 | 4.       | 26.      |          |          |          | kiesett | kiesett  |
| Erika Fairweather Carina Doyle Eve Thomas Ali Galyer | 4 × 200 m gyorsváltó | 8:06,16  | 6.       | 12.      |          |          |          | kiesett | kiesett  |

## Vitorlázás
Férfi
| Versenyző                       | Versenyszám        | Futam | Futam | Futam | Futam | Futam | Futam | Futam | Futam | Futam | Futam | Futam | Futam | Futam | Pontszám | Helyezés |
| Versenyző                       | Versenyszám        | 1     | 2     | 3     | 4     | 5     | 6     | 7     | 8     | 9     | 10    | 11    | 12    | É     | Pontszám | Helyezés |
| ------------------------------- | ------------------ | ----- | ----- | ----- | ----- | ----- | ----- | ----- | ----- | ----- | ----- | ----- | ----- | ----- | -------- | -------- |
| Sam Meech                       | Laser              | 19    | 19    | 8     | 16    | 14    | 3     | 2     | 13    | 11    | 3     |       |       | 20    | 109      | 10.      |
| Josh Junior                     | Finn dingi         | 12    | 10    | 3     | 7     | 8     | 5     | 1     | 4     | 8     | 1     |       |       | 20    | 67       | 5.       |
| Paul Snow-Hansen Daniel Willcox | 470-es osztály     | 6     | 2     | 7     | 7     | 5     | 7     | 13    | 8     | 6     | 3     |       |       | 6     | 57       | 4.       |
| Peter Burling Blair Tuke        | Könnyű 49-es dingi | 12    | 3     | 7     | 2     | 10    | 1     | 3     | 6     | 2     | 5     | 2     | 11    | 6     | 58       |          |

Női
| Versenyző                | Versenyszám      | Futam | Futam | Futam | Futam | Futam | Futam | Futam | Futam | Futam | Futam | Futam | Futam | Futam | Pontszám | Helyezés |
| Versenyző                | Versenyszám      | 1     | 2     | 3     | 4     | 5     | 6     | 7     | 8     | 9     | 10    | 11    | 12    | É     | Pontszám | Helyezés |
| ------------------------ | ---------------- | ----- | ----- | ----- | ----- | ----- | ----- | ----- | ----- | ----- | ----- | ----- | ----- | ----- | -------- | -------- |
| Alex Maloney Molly Meech | 49-es FX osztály | 16    | 22    | 5     | 12    | 4     | 4     | 8     | 3     | 18    | 6     | 19    | 6     | -     | 101      | 12.      |

Vegyes
| Versenyző                    | Versenyszám      | Futam | Futam | Futam | Futam | Futam | Futam | Futam | Futam | Futam | Futam | Futam | Futam | Futam | Pontszám | Helyezés |
| Versenyző                    | Versenyszám      | 1     | 2     | 3     | 4     | 5     | 6     | 7     | 8     | 9     | 10    | 11    | 12    | É     | Pontszám | Helyezés |
| ---------------------------- | ---------------- | ----- | ----- | ----- | ----- | ----- | ----- | ----- | ----- | ----- | ----- | ----- | ----- | ----- | -------- | -------- |
| Micah Wilkinson Erica Dawson | Nacra 17 osztály | 11    | 12    | 13    | 11    | 8     | 12    | 15    | 9     | 18    | 17    | 8     | 14    | -     | 130      | 12.      |